# DNS over QUIC
DNS over QUIC（缩写：DoQ）是一个进行安全化的域名解析方案。其特点为使用QUIC协议以进行DNS解析，能有效防止如中间人攻击等攻击模式，同时能够有效保证用户隐私。AdGuard首先宣布其启用DoQ服务器。
该协议於2022年5月發布成為 RFC 9250，但暂未被广泛使用。

## 与其他 DNS 协议的区别
- 与传统的 DNS 协议相比，受加密保护的 DoQ 能有效保护用户隐私。
- QUIC 协议本身使得队头堵塞问题得以解决，能使其在更为苛刻的网络环境中表现得更好。
- 速度更快，是 DNS over TLS 协议速度的两倍[2]。